# 23191 Sujaytyle
23191 Sujaytyle è un asteroide della fascia principale. Scoperto nel 2000, presenta un'orbita caratterizzata da un semiasse maggiore pari a 2,9014759 UA e da un'eccentricità di 0,1918119, inclinata di 1,49773° rispetto all'eclittica.